# Алексіс Каррель
Алексіс Каррель (фр. Alexis Carrel; 28 червня 1873, Сент-Фуа-ле-Ліон — 5 листопада 1944, Париж) — французький хірург, біолог, патофізіолог і євгеніст, лауреат Нобелівської премії з медицині в 1912 році.

## Біографія
Закінчив медичний факультет Ліонського університету, в 1900 році здобув ступінь доктора медицини. З 1900 по 1902 роки викладав в університеті анатомію.
Бувши під враженням від смерті президента Франції Марі Франсуа Карно, який помер 24 червня 1894 року після нападу терориста від кровотечі при пошкодженні артерії, Каррель з 1902 року почав займатися розробкою методів зшивання кровоносних судин. У 1904 році Каррель поїхав до Канади, потім у США, де став асистентом Фізіологічного інституту при Чиказькому університеті.
У 1906 році на запрошення Симона Флекснера Каррель став членом ради Рокфеллерівського інституту (згодом Рокфеллерівського університету). У 1938 році Каррель звільнився з Рокфеллерівського інституту, отримавши звання заслуженого професора. Незабаром після початку Другої світової війни і окупацією німцями частини території Франції повернувся в Париж і за підтримки уряду Віші заснував «Інститут з вивчення проблем людини».

## Погляди
У 1932 році Каррель опублікував книгу «Людина — це невідоме», в якій стверджував, що люди біологічно нерівні, постулював розумову і фізіологічну відсталість пролетаріату і доводив, що вона передається у спадок. Каррель стверджував, що прогрес попереджувальної медицини пригнічує природний відбір. Під час німецької окупації Франції Каррель активно співпрацював з нацистами.

## Відомі цитати
- Кожна людина є історія, не схожа ні на яку іншу.
- Є лише один спосіб добитися того, щоб кожен науковець мав великі знання і талант — зменшити число науковців.